# 恒川英里
恒川 英里（つねかわ えり、1990年2月28日 - ）は、東海テレビ放送のアナウンサー。

## 来歴・人物
愛知県名古屋市昭和区出身。身長163cm。
愛知淑徳中学校・高等学校、慶應義塾大学文学部を卒業後、2012年4月東海テレビ放送入社。
趣味は浮世絵観賞、サッカー観戦、旅行。
高校時代はダンス部に所属していた。大学時代はテレビ朝日アスクに通い、テレビ朝日の番組に出演した経験がある。
2021年12月19日、この日の放送をもって担当しているKEIBA BEAT（中京競馬場開催時）を一旦卒業すること、本年始めに結婚し、月末から産休入りする事をInstagramで発表した。。2023年4月に育休から復帰した。

2025年3月30日、この日の放送をもって担当しているKEIBA BEAT（中京競馬場開催時）を第2子妊娠により4月から産休入りする事を放送内で発表した。次回中京開催7月第4週から担当する後任者は未定。

## 現在の担当番組
- 産休中

## 過去の担当・出演番組

### 東海テレビ入社後
- 東海テレビ感謝祭2015　最高のオススメ紹介しますSP（2015年10月24日）　- 司会
- 第6回AKB48選抜総選挙 生放送SP（2014年6月7日）
- FNN東海テレビスーパーニュース キャスター、夏季休暇中の浦口史帆の代役。（2013年9月2日 - 9月6日）
- FNN東海テレビスーパーニュース キャスター、浦口史帆の代役。（2014年3月27日）
- FNS27時間テレビ
  - FNS27時間テレビ 女子力全開2013 乙女の笑顔が明日をつくる!!（2013年8月3日、4日）
  - 武器はテレビ。SMAP×FNS27時間テレビ（2014年7月26・27日）
- 実況生中継にっぽんど真ん中まつり　（2013年8月24日）
- FNN総選挙 真夏の決断（2013年7月21日）
- 中学生ダンスフェスティバル2013 LOVE to DANCE～ダンスに恋した中学生～（2013年3月29日）
- 名古屋ウィメンズマラソン（2013年3月10日）
- きょうのアナ。（木曜日、2012年10月 - 2013年3月）
- アイドル発掘！お笑い紅白歌バトル!!（2012年11月19日）- 司会
- バナナ塾 名古屋ロケレギュラー教官採用試験（2012年11月6日・13日）
- 東京ガールズコレクションin NAGOYA 2012（2012年9月1日）
- 実況生中継にっぽんど真ん中まつり（2012年8月25日）
- みんなのニュース One - リポーター
- スイッチ!（2016年8月1日 -2019年3月29日 ）- 司会
- 中日新聞テレビ日曜夕刊（2014年6月 - 2016年7月、2019年4月7日 - 2020年1月26日）
- さくらの親子丼 第7話（2017年11月19日、フジテレビ） - リポーター 役
- ボイメンのあいち農業塾!（ナレーション）
- ニュース One（2019年4月3日‐2021年9月） - フィールドキャスター【水・木曜】
- 村上佳菜子の週刊愛ちっち（ナレーション・2020年6月11日 - 2020年9月）
- FNN Live News days（ローカルパート）
- KEIBA BEAT（2020年3月1日 - 2021年12月19日、2023年7月2日 -2025年3月30日 ） - MC

### 学生時代の出演番組
- 学生才能発掘バラエティ 学生HEROES! - 初代学生秘書（2010年4月 - 2012年3月）
- お願い!ランキング （2010年4月20日）
- News Access - 学生キャスター（BS朝日、2010年4月 - 2012年3月）